# Babel (Star Trek: Deep Space Nine)
Babel (Originaltitel: Babel) ist die fünfte Folge der ersten Staffel der US-amerikanischen Science-Fiction-Fernsehserie Star Trek: Deep Space Nine. Sie wurde in den Vereinigten Staaten über Syndication vermarktet und erstmals am 24. Januar 1993 auf verschiedenen Fernsehsendern ausgestrahlt. In Deutschland war sie zum ersten Mal am 13. Februar 1994 in einer synchronisierten Fassung auf Sat.1 zu sehen.

## Handlung
Im Jahr 2369 bei Sternzeit 46423.7 kommt es auf der Raumstation Deep Space Nine zu zahlreichen Fehlfunktionen. Chefingenieur Miles O’Brien und seine Leute kommen mit den Reparaturen kaum hinterher. Auch die Nahrungsreplikatoren arbeiten fehlerhaft und erzeugen nur ungenießbare Produkte. Als O’Brien einen von ihnen repariert, aktiviert er dabei unbemerkt ein verstecktes Gerät. Der Barbesitzer Quark sieht unterdessen sein Geschäft gefährdet, da auch seine Replikatoren nicht funktionieren. Mit einem gefälschten Sicherheitscode identifiziert er heimlich die Mannschaftsquartiere mit funktionierenden Replikatoren und verschafft sich unbefugt Zutritt.
O’Brien setzt seine Arbeit fort, doch auf einmal fängt er an, unverständliches Zeug zu reden. Er wird auf die Krankenstation gebracht, wo Dr. Julian Bashir vermutet, dass er unter Aphasie leidet. O’Brien kann zwar normal denken, doch seine Fähigkeit, seine Gedenken in sinnvollen Worten auszudrücken, ist gestört. Die Ursache hierfür bleibt zunächst unklar. Etwas später treten bei Wissenschaftsoffizierin Jadzia Dax die gleichen Symptome auf. Dr. Bashir findet jetzt heraus, dass die Aphasie durch ein Virus verursacht wird. Commander Benjamin Sisko lässt daraufhin die Station umgehend unter Quarantäne stellen. Hiergegen protestiert ein Frachterkapitän namens Jaheel, der wegen verzögerter Reparaturen an seinem Schiff ohnehin schon Probleme hat, seinen Zeitplan einzuhalten.
Sicherheitschef Odo wird währenddessen misstrauisch, da Quarks Bar plötzlich wieder voller Kundschaft ist. Odo beschattet ihn und ertappt ihn dabei, wie er heimlich fremde Replikatoren benutzt. Er meldet dies sofort an Sisko, da die Replikatoren in Verdacht stehen, für die Verbreitung des Virus verantwortlich zu sein. Dr. Bashir hat aber bereits weitere schlechte Nachrichten: Das Virus ist mittlerweile mutiert und verbreitet sich über die Luft.
Major Kira findet hinter dem von O’Brien reparierten Replikator das versteckte Gerät. Sie und Dr. Bashir stellen fest, dass es die Quelle der Viren ist und diese über das Replikatorsystem verbreitet. Das Gerät wurde offenbar vor 18 Jahren verbaut, als die Station von den cardassianischen Besatzern Bajors errichtet wurde. Es scheint aber nicht von den Cardassianern selbst platziert worden zu sein, sondern von bajoranischen Widerstandskämpfern. Sie wollten es wohl irgendwann gegen die Besatzer anwenden, aber es kam letztlich nie zum Einsatz.
Zu den zahlreichen inzwischen erkrankten Personen gehört auch Siskos Sohn Jake. Es stellt sich heraus, dass die Aphasie nur das erste Symptom der Erkrankung ist. O’Brien verliert das Bewusstsein und Bashirs Untersuchung ergibt, dass sein vegetatives Nervensystem befallen ist. Ihm und den anderen Infizierten bleiben nur noch wenige Stunden, wenn kein Heilmittel gefunden wird.
Major Kira versucht, den Schöpfer des Virus ausfindig zu machen. Sie identifiziert ihn schließlich als Dekon Elig, doch der ist inzwischen verstorben. Über seine Sterbeurkunde findet sie seinen ehemaligen Assistenten Surmak Ren. Sie kann eine Verbindung zu ihm herstellen, doch als sie erzählt, worum es geht, beendet er abrupt das Gespräch. Da inzwischen auch Dr. Bashir erkrankt ist, muss Kira zu drastischen Mitteln greifen. Mit einem Runabout fliegt sie nach Bajor und beamt Surmak an Bord. Der ist nun auch infiziert und ihm bleibt keine Wahl, als sich mit dem Virus auseinanderzusetzen.
Auf Deep Space Nine kommt es zu einem weiteren Problem: Jaheel will die Quarantäne nicht länger hinnehmen und versucht, mit seinem Schiff zu fliehen. Bei seinem Versuch, gewaltsam abzukoppeln, verbiegen sich die Andockklemmen und zugleich überhitzen sich seine Maschinen. Das Schiff droht zu explodieren und dabei auch einen Teil der Station zu zerstören. Auch Sisko erkrankt und Odo muss sich mittlerweile ganz allein um die Kontrolle der Station kümmern. Über Funk bittet er jeden um Hilfe, der noch gesund ist. Sehr zu seinem Ärger antwortet nur Quark und Odo muss ihm wohl oder übel die Ops überlassen, um sich um Jaheel zu kümmern. Es gelingt ihm, den Frachterkapitän zu retten und sein Schiff manuell von der Station zu lösen, so dass es in sicherer Entfernung explodiert. Kira und Surmak treffen auf der Station ein und mit Surmaks Vorwissen und Bashirs bisheriger Arbeit gelingt es noch rechtzeitig, ein Heilmittel zu finden.

## Verbindungen zu anderen Star-Trek-Produktionen
Gemäß der angegebenen Sternzeit spielt die Handlung von Babel parallel zu Folge 6.12 (Das Schiff in der Flasche) von Raumschiff Enterprise – Das nächste Jahrhundert.
Mit Captain Jaheel ist erstmals ein Boslic zu sehen. Dieses Volk ist später noch in mehreren Folgen von Star Trek: Deep Space Nine, Raumschiff Enterprise – Das nächste Jahrhundert, Star Trek: Raumschiff Voyager und Star Trek: Enterprise in kleineren Nebenrollen und Statistenrollen zu sehen.

## Produktion

### Drehbuch
Der Titel der Folge ist eine Anspielung auf den biblischen Turmbau zu Babel und die darauf folgende Sprachverwirrung.
Zur Entstehung dieser Folge gibt es zwei unterschiedliche Versionen: Laut Ira Steven Behr wurde die zugrunde liegende Idee von ihm und Peter Allan Fields im Juni 1992 während eines Brainstormings für die ersten Folgen von Star Trek: Deep Space Nine erdacht. Laut Michael Piller geht die Idee des Sprachverlusts hingegen auf Sally Caves zurück, die eine entsprechende Geschichte bereits fünf Jahre zuvor für die Serie Raumschiff Enterprise – Das nächste Jahrhundert vorgeschlagen hatte.

### Darsteller
Ann Gillespie hat hier ihren ersten von vier Auftritten als bajoranische Krankenschwester Jabara. Sie hatte zuvor bereits Fähnrich Hildebrandt in Folge 2.15 (Brieffreunde) von Raumschiff Enterprise – Das nächste Jahrhundert gespielt.
Richard Ryder hatte den bajoranischen Deputy zuvor bereits in Folge 1.02 (Die Khon-Ma) gespielt.

### Modelle
Jaheels Schiff wurde einem Raumschiff aus der 1979–1981 produzierten Serie Buck Rogers nachempfunden. Es diente später seinerseits als Vorbild für das computergenerierte Modell von Neelix’ Raumschiff in Star Trek: Raumschiff Voyager, das in Star Trek: Enterprise als ein thorotanisches Shuttle wiederverwendet wurde.

## Rezeption
Keith DeCandido bewertete Babel 2013 auf tor.com als eine leicht überdurchschnittliche Folge von Star Trek: Deep Space Nine. Er empfand sie als eine absolut typische Problem-der-Woche-Episode, wie sie in Science-Fiction-Serien andauernd zu sehen ist. Positiv hob er die großartig gespielten Momente von O’Brien und Kira sowie zwischen Odo und Quark bzw. Benjamin und Jake Sisko hervor. Ebenso gefiel ihm, dass das Virus nicht durch eine beliebige Fehlfunktion erklärt wird, sondern durch eine Vorrichtung von Terroristen aus der Besatzungszeit, wodurch die Hintergrundgeschichte der Station beleuchtet wird.